# Amtsgericht Schwäbisch Hall

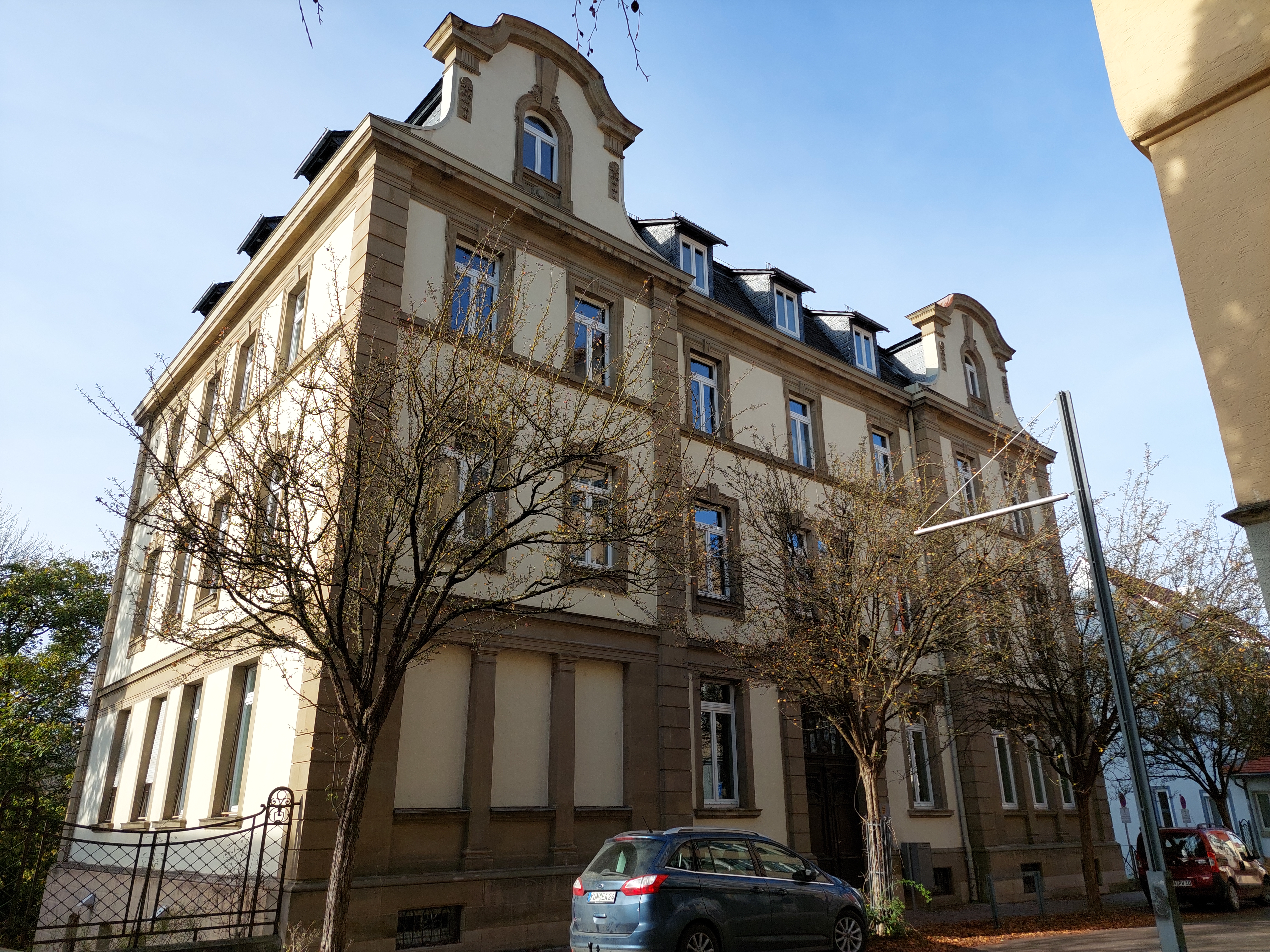
Amtsgericht Schwäbisch Hall (2022)

Das Amtsgericht Schwäbisch Hall ist ein Gericht der ordentlichen Gerichtsbarkeit und eines von acht Amtsgerichten (AG) im Bezirk des Landgerichts Heilbronn.

## Gerichtssitz und -bezirk
Das Gericht sitzt in der Unterlimpurger Straße 8 in Schwäbisch Hall. Der Gerichtsbezirk erstreckt sich auf die Städte und Gemeinden Braunsbach, Bühlertann, Bühlerzell, Fichtenberg, Gaildorf, Ilshofen, Mainhardt, Michelbach an der Bilz, Michelfeld, Oberrot, Obersontheim, Rosengarten, Schwäbisch Hall, Sulzbach-Laufen, Untermünkheim, Vellberg und Wolpertshausen. In ihm leben circa 108.000 Menschen. Zuständig ist das Amtsgericht Schwäbisch Hall, wie jedes Amtsgericht erstinstanzlich für Zivil- und Strafsachen, außerdem für alle Vollstreckungssachen bei Wohnsitz des Schuldners im Gerichtsbezirk sowie als Gericht mit zentralisierter Zuständigkeit zusätzlich in Zwangsversteigerungssachen (Immobiliar) und Zwangsverwaltungssachen für die eigentlich die Zuständigkeit der Amtsgerichte Künzelsau und Öhringen gegeben wäre. Insolvenzverfahren finden zentralisiert vor dem Amtsgericht Heilbronn statt. Die Handels-, Genossenschafts-, Vereins- und Partnerschaftsregister für den Amtsgerichtsbezirk Schwäbisch Hall werden beim Amtsgericht Stuttgart geführt. Mahnverfahren finden in Baden-Württemberg zentral ebenfalls am Amtsgericht Stuttgart statt.

## Übergeordnete Gerichte
Dem Amtsgericht Schwäbisch Hall unmittelbar übergeordnet ist das Landgericht Heilbronn. Zuständiges Oberlandesgericht ist das Oberlandesgericht Stuttgart.